# Róbigzon Oyola
Robigzon Leandro Oyola Oyola (né le 10 août 1988) est un coureur cycliste colombien, membre de l'équipe continentale Medellín.

## Palmarès
- 2010
  - 1re (contre-la-montre par équipes) et 5e (contre-la-montre) étapes du Tour de Colombie espoirs
- 2012
  - 2e de la Vuelta a la Independencia Nacional
- 2014
  - 1re étape du Tour de Colombie (contre-la-montre par équipes)
  - 8e étape du Tour du Guatemala
  - Vuelta a Chiriquí :
    - Classement général
    - 1re (contre-la-montre par équipes) et 9e (contre-la-montre) étapes
- 2015
  - Classement général de la Vuelta a la Independencia Nacional
  - 1re étape du Tour de Colombie (contre-la-montre par équipes)
- 2016
  - 6e étape de la Vuelta a Chiriquí
  - 2e de la Clásica de Marinilla
- 2018
  - 1re étape de la Clásica de Anapoima (contre-la-montre par équipes)
- 2019
  - 2e étape du Tour de Colombie
  - 1re étape du Tour du lac Qinghai (contre-la-montre par équipes)
- 2020
  - 4e étape du Clásico RCN
- 2023
  - 1re étape de la Clásica de Rionegro (contre-la-montre par équipes)
  - 2e étape de la Vuelta Bantrab
  - 4e étape du Tour du Panama
  - Grand Prix du Guatemala
- 2025
  - 1re étape de la Vuelta Independencia
  - 2e étape de la Jamaica International Cycling Classic
  - 5e étape de la Vuelta Bantrab

## Classements mondiaux
| Année                                 | 2011 | 2012 | 2013 | 2014 | 2015 | 2016  | 2017  | 2018  | 2019 | 2020 | 2021  | 2022 | 2023  | 2024  |
| ------------------------------------- | ---- | ---- | ---- | ---- | ---- | ----- | ----- | ----- | ---- | ---- | ----- | ---- | ----- | ----- |
| Classement mondial                    |      |      |      |      |      | 2226e | 1973e | 1915e | 636e | nc   | 2123e | 866e | 1104e | 2081e |
| UCI Europe Tour                       | nc   | nc   | nc   | nc   | nc   | nc    | 1521e | 1558e |      |      |       |      |       |       |
| UCI America Tour                      | 248e | 57e  | 227e | 250e | 44e  | 415e  | 304e  | 300e  | 69e  | nc   | 354e  | 86e  | nc    | nc    |
|                                       |      |      |      |      |      |       |       |       |      |      |       |      |       |       |
| Légende : nc = non classéSource : UCI |      |      |      |      |      |       |       |       |      |      |       |      |       |       |